# Moline Plow Company

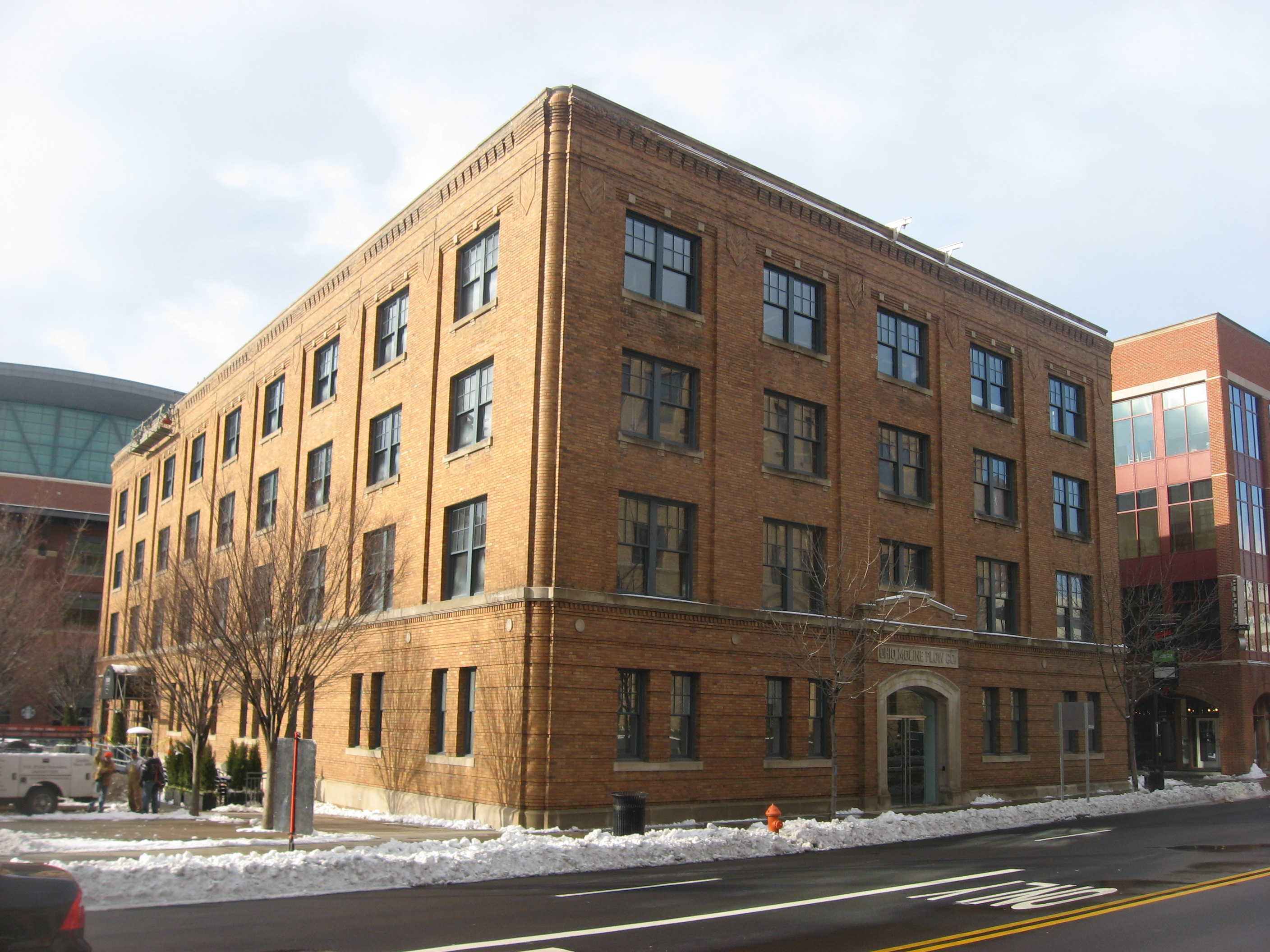
Moline Plow Company Building, 343 North Front Street i Columbus i Ohio, byggt 1913

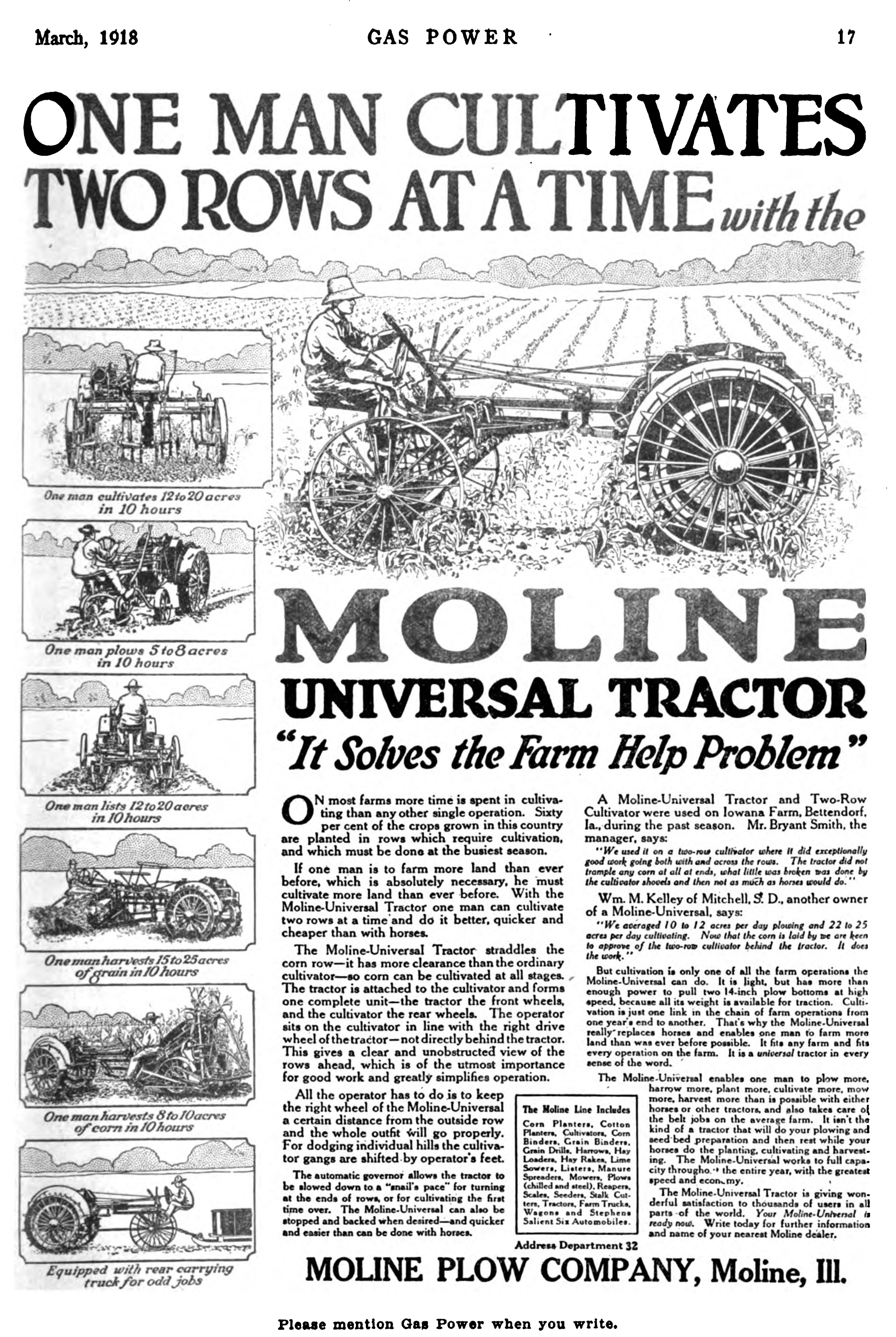
Annons för Moline Universal Tractor, 1918

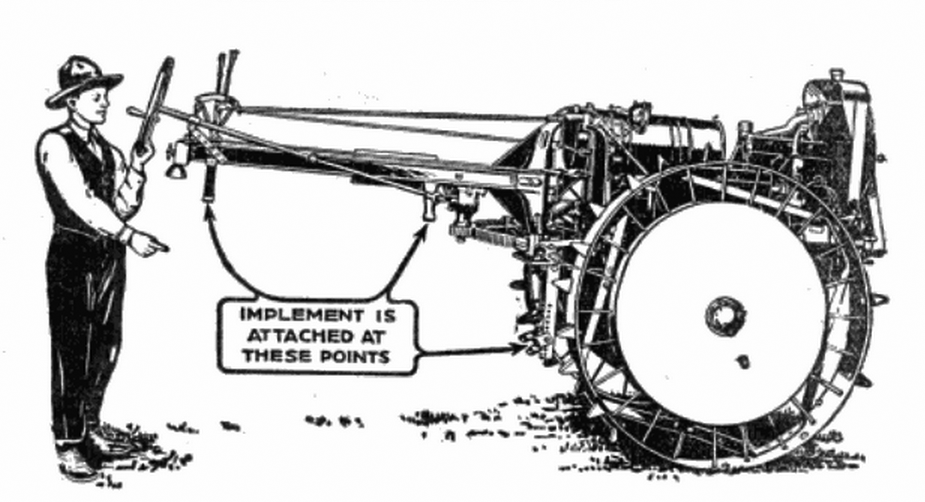
Moline Universal, utan påkopplat redskap, 1920

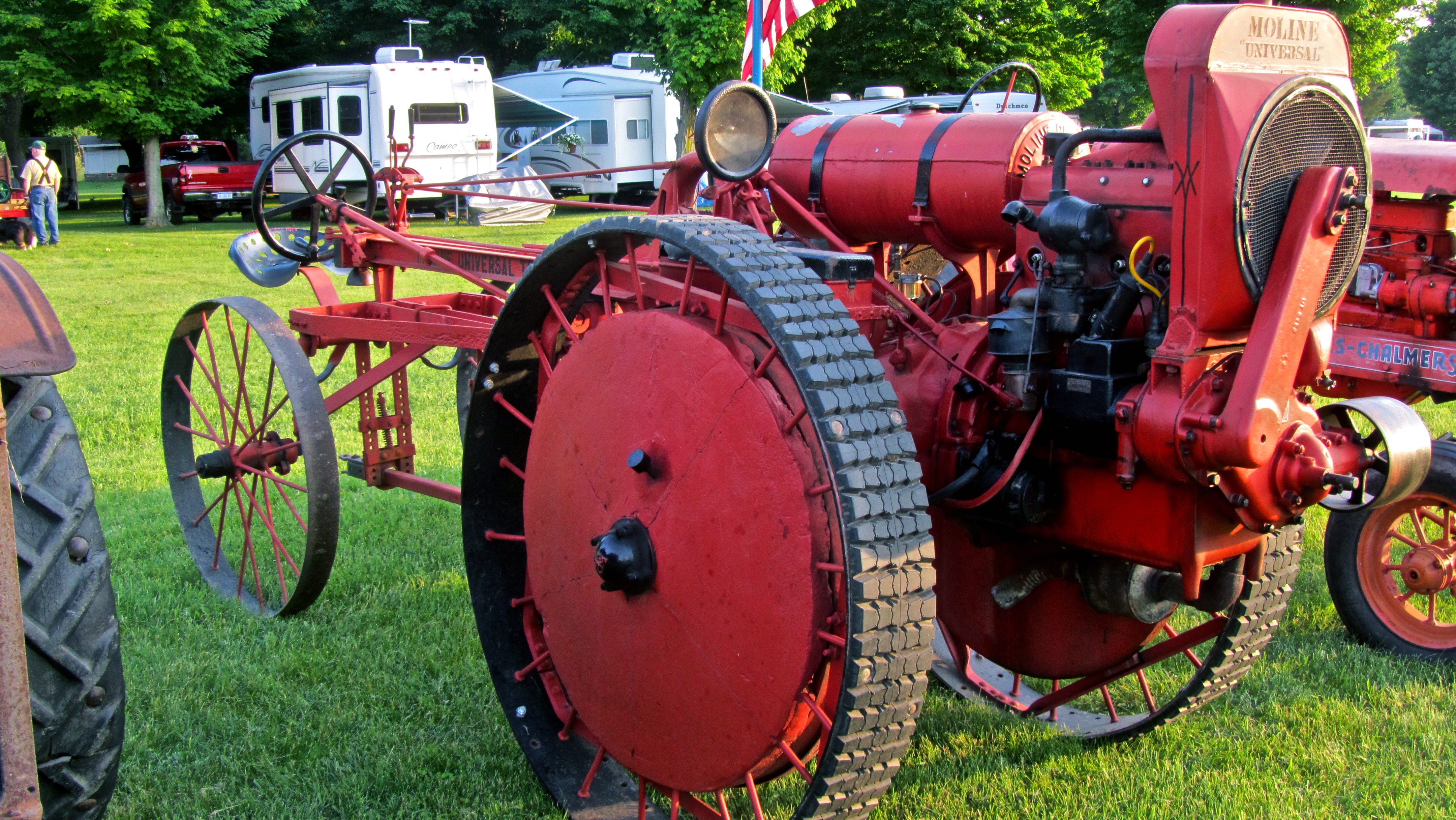
Renoverad Moline Universal

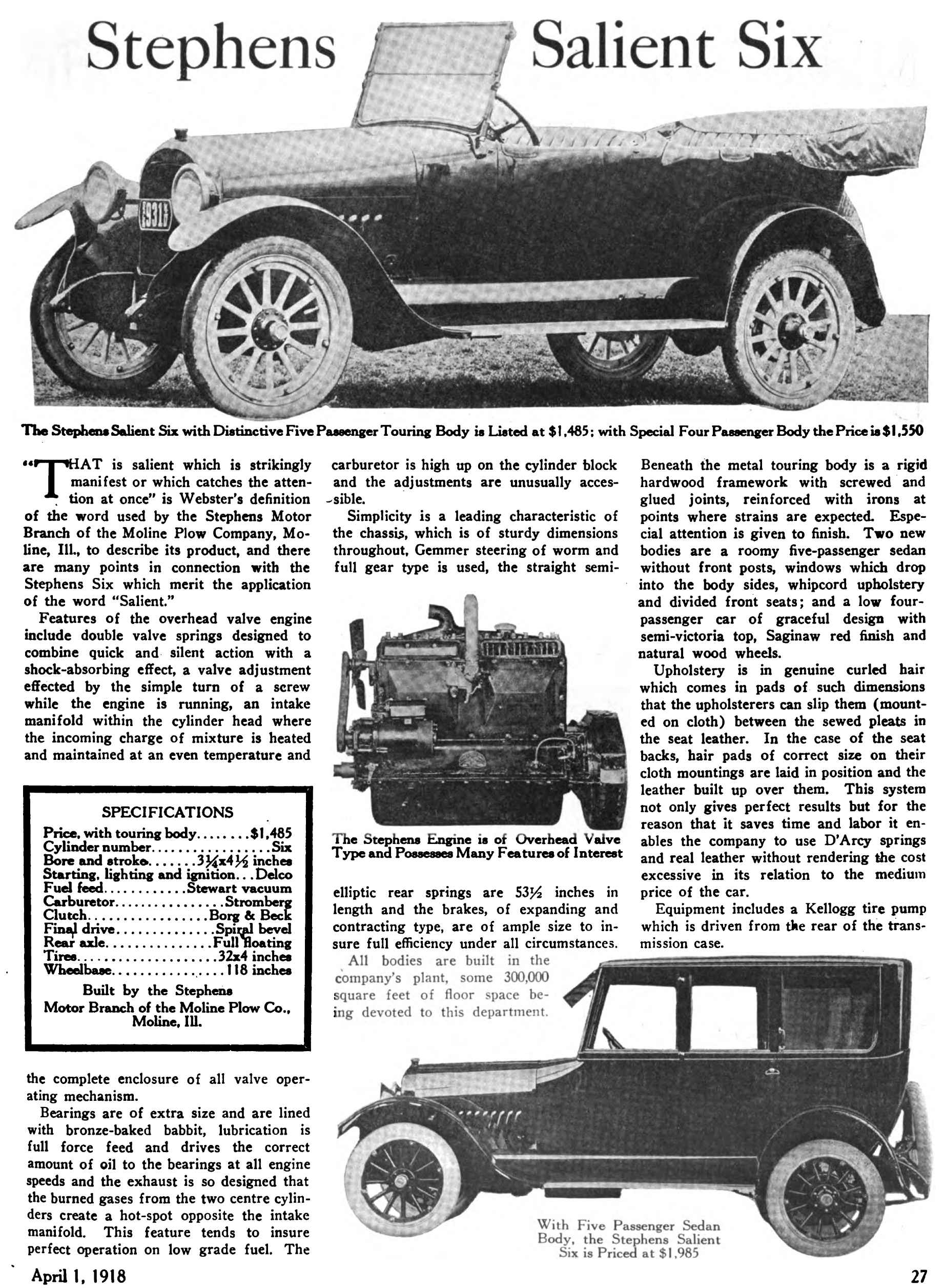
Beskrivning av Stephens Salient Six, byggd av av Moline Plow Company:s Stephensdivision, i tidskriften Horseless Age, 1918

Moline Plow Company var en amerikansk tillverkare av plogar och andra jordbruksredskap i Moline i Illinois i USA.
Moline Plow Company grundades på 1870-talet av Candee & Swan, som var en konkurrent till Deere and Company, som också låg i Moline. Candee & Swan vann ett tvistemål med Deere, vilket tillät det att använda namnet  "Moline Plow". Efter att ha ombildat sig under sitt nya namn, byggde företaget en produktionslinje för hästdragna plogar och andra jordbruksredskap. Företaget tillverkade också vagnar och expanderade genom att köpa upp flera mindre vagnmakare.  
Moline Plow köpte 1915 Universal Tractor Company i Columbus i Ohio, som tillverkade Universal Tractor, för att komma över dess patenträttigheter. Moline vidareutvecklade traktorn och sålde 1916-1923 Moline Universal Tractor, som var avsedd som en liten, lätt och billig universaltraktor. Den hade två hjul med motorn monterad över hjulaxeln och kompletterades med två bakre hjul genom de redskap, som kopplades till bakom. Modellerna B och C hade en tvåcylindrig motor, medan modellen D hade en fyrcylindrig motor. 
Omkring 1916 började Moline Plow också tillverka personbilen Stephens Salient Six. 
Ett par år senare köpte Willys-Overland Company en majoritetspost i Moline Plow Company. 
Traktorn Moline Universal blev en kommersiell framgång, men de besvärliga ekonomiska tiderna efter första världskriget ledde till att traktortillverkningen lades ned 1923, och att bilmärket Stephens upphörde 1924. Företaget överlevde, men koncentrerade sig därefter på jordbruksredskap och namnändrades till Moline Implement Company.
Moline Implement Company fusionerade 1929 med Minneapolis Steel & Machinery Company och Minneapolis Threshing Machine Company, båda verksamma i Minneapolis i Minnesota), till Minneapolis-Moline Power Implement Company.

## Moline Universal Tractor i Sverige
I Sverige kallades traktorn "Järnhästen" och importerades av Bröderna Modin i Knivsta och Uppsala. En av köparna var 1920 lantbrukaren Arvid Anstrén i Rångsta i Uppland. Den traktorn är fortfarande i körbart skick och finns på det av sonen Valter Anstrén grundade Viksta traktormuseum.